# Rotkehlnymphe
Die Rotkehlnymphe oder Amethystkehlnymphe (Lampornis amethystinus) ist eine Vogelart aus der Familie der Kolibris (Trochilidae).
Die Art hat ein großes Verbreitungsgebiet, das die mittelamerikanischen Länder Mexiko, Guatemala, Honduras und El Salvador umfasst. Der Bestand wird von der IUCN als „nicht gefährdet“ (least concern) eingeschätzt.

## Merkmale

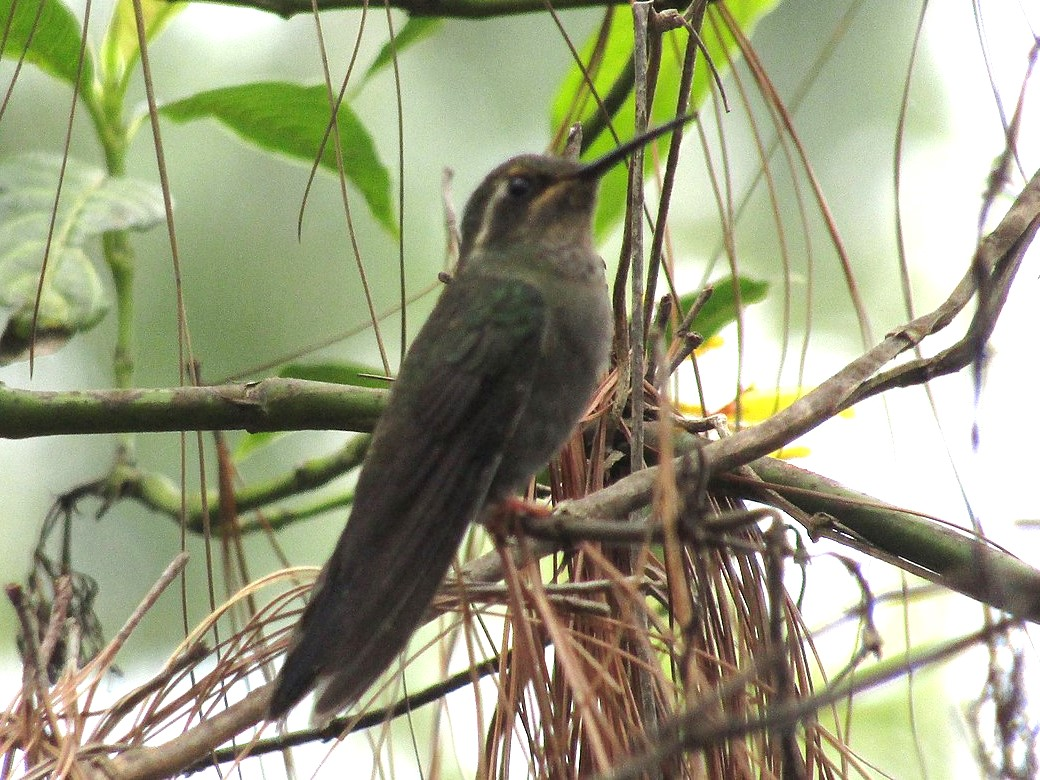
Rotkehlnymphe

Die Rotkehlnymphe erreicht eine Körperlänge von etwa 11,5 bis 12,5 Zentimetern. Der 15 Millimeter lange Schnabel ist leicht gebogen. Ein weißer Streifen über dem Auge steht im starken Kontrast zum dunkelgrünen Oberkopf und den dunklen Ohrbereichen. Die Kehle des Männchens glänzt pinkfarben. Nacken und Mantel sind dunkelgrün gefärbt, mit einem Übergang ins Bronzefarbene am Bürzel. Die nach außen gerichteten Oberschwanzdecken sind schwarz, die Unterseite ist dunkelgrau mit einem ausgewaschenen, stumpfen Grün. Die Unterschwanzdecken sind von einem hellen Gelbbraun umrandet. Der Schwanz selbst ist schwarzblau, wobei die äußeren Steuerfedern blassgrau gepunktet sind. Das Weibchen ist sehr ähnlich in der Färbung, hat aber eine helle, zimtfarbene Kehle. Die Unterseite ist eher eintönig grau.

## Verbreitung und Lebensraum

Verbreitungsgebiet der Rotkehlnymphe

Die Rotkehlnymphe lebt in feuchten bis halbfeuchten immergrünen Kiefernwäldern sowie an deren Waldrändern. Sein Futter bezieht sie unterhalb der mittleren Stratifikationsschicht. Oft sieht man sie an Flussufern. Meist bewegt sie sich in Höhen über 1500 Metern.

## Unterarten
Bisher sind fünf Unterarten bekannt, die sich vor allem durch ihre Färbung und Verbreitungsgebiet unterscheiden. Es handelt sich hierbei um:
- Lampornis amethystinus amethystinus Swainson, 1827[4] – Die Nominatform kommt in West-, Zentral- und Ostmexiko vor, speziell im südlichen Teil des Bundesstaates Nayarit, im südlichen Teil von Nuevo León und südlichen Tamaulipas über Veracruz und den Osten Oaxacas.
- Lampornis amethystinus margaritae (Salvin & Godman, 1889)[5] – ist im Südwesten Mexikos in den Bundesstaaten Michoacán, Guerreround und im Westen Oaxacas präsent.
- Lampornis amethystinus circumventris (Phillips, AR, 1966)[6] – kommt im Süden Mexikos bei San Gabriel Mixtepec im Südwesten Oaxacas vor.
- Lampornis amethystinus salvini (Ridgway, 1908)[7] – findet man in den Hochlagen Mexikos im Bundesstaat Chiapas und in Guatemala bis El Salvador.
- Lampornis amethystinus nobilis Griscom, 1932[8] – ist in den Hochebenen Honduras beheimatet.

Das Taxon Lampornis amethystinus brevirostris Ridgway, 1908 wird im Allgemeinen als Synonym zu L. a. margaritae betrachtet.
Des Weiteren wird in Fachkreisen diskutiert, ob L. a. margaritae aufgrund der farblich deutlich unterschiedlichen amethystfarbenen Kehle nicht eine eigene Art ist. Hier sind wohl erst weitere DNA-Analysen erforderlich. Sollte sich L. a. margaritae als eigene Art herausstellen, so würden wohl alle Unterarten südlich des Vorkommens von L. a. margaritae als Unterarten von Lampornis margaritae klassifiziert werden.

## Etymologie und Forschungsgeschichte
William Swainson hatte das Typusexemplar von William Bullock und seinem Sohn von ihrer Mexiko Reise erhalten. Schon bei der Erstbeschreibung verwendete er das Protonym Lampornis amethystinus.
Der Name Lampornis leitet sich von den griechischen Wörtern λαμπάς lampás für „Fackel, Leuchte“ und ὄρνις órnis für „Vogel“ ab. Der Artname amethystinus ist lateinischen Ursprungs und bedeutet „amethystfarben“.
Das margaritae in der Unterart wurde zu Ehren der Frau von Herbert Huntington Smith vergebenː Amelia (Daisy) Woolworth Smith (1858-), eine Naturforscherin und Taxidermistin. Der Name der Unterart salvini ist Osbert Salvin gewidmet, der das Typusexemplar dem American Museum of Natural History zur Verfügung gestellt hatte. Das lateinische Wort nobilis steht für „edel, berühmt, renommiert“. Das lateinische Wortgebilde circumventris setzt sich zusammen aus circum für „rundum, ungefähr“ und venter, ventris für „Bauch“.